# Jonas Iversby Hvideberg
Jonas Iversby Hvideberg (Rolvsøy, 9 de fevereiro de 1999) é um desportista norueguês que compete no ciclismo na modalidade de rota. Ganhou uma medalha de ouro no Campeonato Europeu de Ciclismo em Estrada de 2020, na prova de rota sub-23.

## Medalheiro internacional
align="center"|
| Campeonato Europeu | Campeonato Europeu | Campeonato Europeu | Campeonato Europeu |
| Ano                | Lugar              | Medalha            | Competição         |
| ------------------ | ------------------ | ------------------ | ------------------ |
| 2020               | Plouay ( França)   | Medalha de ouro    | Estrada sub-23     |

## Palmarés
- 2020
  - 2.º no Campeonato da Noruega em Estrada 
  - Campeonato Europeu em Estrada sub-23

- 2021
  - Paris-Tours sub-23

## Resultados em Grandes Voltas
| Corrida | Corrida         | 2018 | 2019 | 2020 | 2021 | 2022 |
| ------- | --------------- | ---- | ---- | ---- | ---- | ---- |
|         | Giro d'Italia   | —    | —    | —    | ―    | —    |
|         | Tour de France  | ―    | —    | —    | ―    | —    |
|         | Volta a Espanha | ―    | —    | ―    | ―    |      |

—: não participa

Ab.: abandono